# Cupido juldusa
Cupido juldusa är en fjärilsart som beskrevs av Otto Staudinger 1886. Cupido juldusa ingår i släktet Cupido och familjen juvelvingar. Inga underarter finns listade i Catalogue of Life.